# Ernest Bennett
Ernest Nathaniel Bennett, född 12 december 1865, död 2 februari 1947, var en brittisk akademiker, politiker, upptäcktsresande, journalist och författare.

## Akademisk karriär
Bennett studerade vid Oxfords universitet mellan 1885 och 1890. Han påbörjade sina studier vid Wadham College men flyttade snart över till Hertford College, där han tillbringade huvuddelen av sin studietid i Oxford. Han avlade kandidatexamen i klassisk litteratur 1889 och i teologi 1890, båda med högsta betyg. Han blev Fellow vid Hertford College 1891 och undervisade där och vid Pembroke College och Lincoln College fram till 1906, då han valdes in i det brittiska parlamentet.

## Verksamhet som krigskorrespondent
Bennett var verksam som krigskorrespondent under upproret på Kreta 1897. Han tillfångatogs av grekiska styrkor, hotades med avrättning, men släpptes efter att ha blivit igenkänd av en grekisk officer som han lärt känna i Oxford. 1898 åtföljde han som krigskorrespondent den brittiska expeditionen till Khartoum, som leddes av general Herbert Kitchener, 1:e earl Kitchener. Han bevittnade slaget vid Omdurman där en engelsk-egyptisk armé på 25 000 man besegrade omkring 50 000 dervischer som var anhängare av kalifen av Mahdi. Dervischarméns förluster uppgick till omkring 23 000 man, jämfört med endast 330 man på den brittiskledda sidan. Strax efter slaget skrev Bennett en artikel i Contemporary Review, där han anklagade brittiska styrkor för att ha begått krigsförbrytelser mot sårade dervischer efter slaget – något som ledde till arga reaktioner från patriotiska engelsmän hemma i Storbritannien. 1911 rapporterade Bennett för Manchester Guardians räkning från kriget mellan Italien och Turkiet, som utspelade sig i det som nu är Libyen. Under kriget reste han med den turkiska armén och kom att lära känna Kemal Atatürk.

## Parapsykologisk forskning
Bennett intresserade sig för övernaturliga fenomen och var verksam inom The Society for Psychical Research. 1939 kom hans bok Apparitions and Haunted Houses: A Survey of Evidence ut på förlaget Faber and Faber.